# Petronila (Teksas)
Petronila je grad u američkoj saveznoj državi Teksas. Prema popisu stanovništva iz 2010. u njemu je živjelo 113 stanovnika.